# Terrore bianco

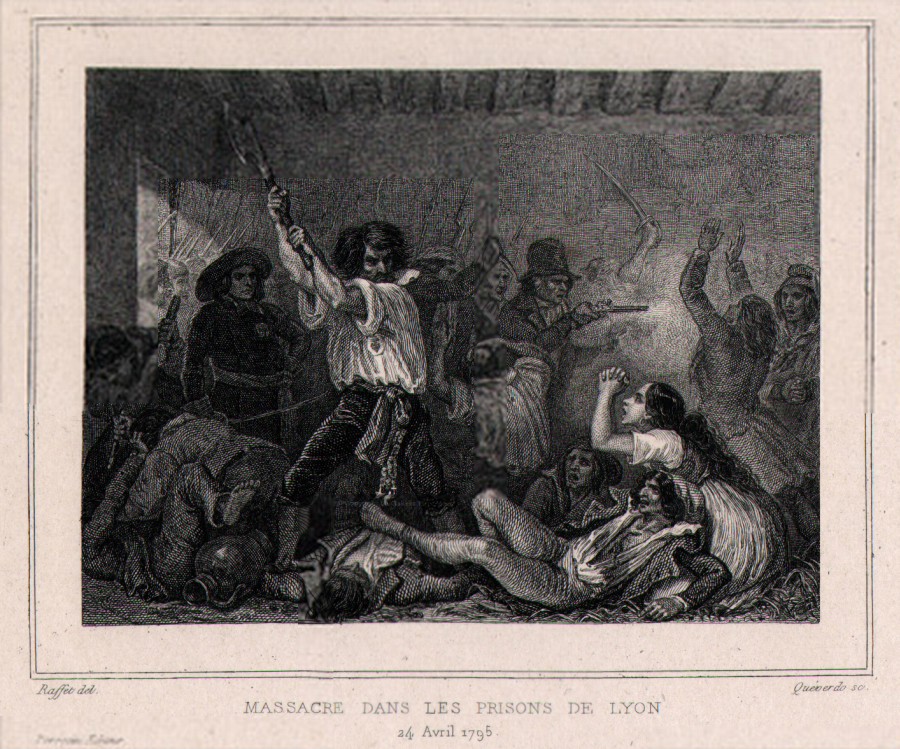
Massacro sommario di prigionieri sospetti giacobini a Lione il 24 aprile 1795

Terrore Bianco nella storia della Francia è un'espressione che indica, in opposizione al Terrore dei montagnardi, i massacri commessi da estremisti monarchici in distinti periodi: nel 1795 (circa 2000 persone assassinate o giustiziate) e nel 1799 ai danni di repubblicani e di giacobini in particolare, avvenuti soprattutto nella Valle del Rodano, e nel 1815, dopo la definitiva caduta di Napoleone, contro repubblicani, bonapartisti e liberali.

## Il Terrore bianco del 1795
(Jules Michelet, Les Femmes de la Révolution, 1854, p. 236.)

### La reazione termidoriana
Dopo la caduta di Robespierre e alcune settimane nelle quali la coalizione termidoriana sembrava essere concorde nel denunciare nel Robespierre un nuovo re, una lotta oppose, nella Convenzione nazionale, i sostenitori del mantenimento del governo rivoluzionario, dirigista, del Terrore e della Costituzione del 1793 - i montagnardi uniti intorno a Barère e a Billaud-Varenne - ai sostenitori del liberalismo economico, del ritorno al governo costituzionale e della formulazione di una nuova Costituzione, fondata sui principi della libertà e della proprietà - e questi erano rappresentati da montagnardi dantonisti come Tallien, Fréron e Antoine Merlin de Thionville, dai deputati del Marais, con Boissy d'Anglas e Sieyès e dagli ultimi girondini.
I termidoriani erano divisi sul senso da dare alla caduta di Robespierre: vi era chi intendeva imputare al solo Robespierre e ai suoi «complici» ritenuti tutti terroristi - ai quali però, erano appartenuti diversi termidoriani, come Tallien, Barras o Fréron - quanto fossero stati «tiranni» e «bevitori di sangue». In questo quadro, mentre una gran parte di monarchici, federalisti e accaparratori, venivano a beneficiare di un'amnistia, molti rivoluzionari furono arrestati con l'accusa di complicità con il «tiranno» Robespierre. Diffusa nell'opinione pubblica l'immagine di un Terrore violento e sanguinario, il governo rivoluzionario fu progressivamente smantellato, rinnovandone prima i membri, poi diminuendone i poteri e infine sopprimendolo insieme con l'abrogazione della legge sul maximum e il ristabilimento della Borsa di Parigi il 10 ottobre 1795.
In questo quadro, la stampa moderata e monarchica scatenò l'offensiva sia contro i terroristi che contro gli ultimi hébertisti, come Gracchus Babeuf: il deputato Stanislas Fréron, già rappresentante della Convenzione con Barras nel Midi nel 1793, dove si era distinto per soprusi e rapine, ripubblicò dall'11 settembre 1794 l'Orateur du Peuple, divenuto un organo della propaganda reazionaria anti-giacobina, mentre il monarchico Méhée de la Touche pubblicava il pamphlet La Queue de Robespierre (La coda di Robespierre).

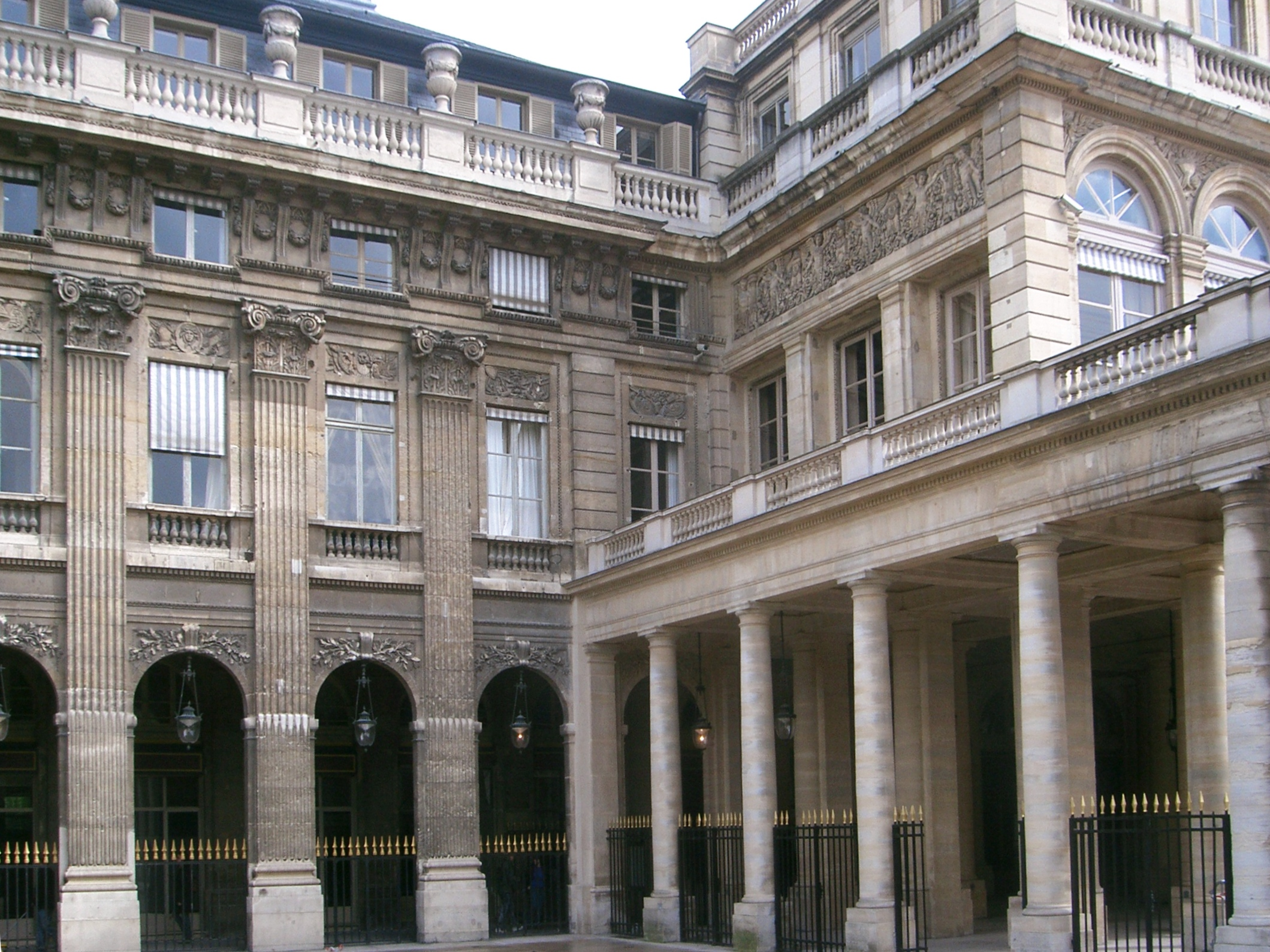
Il Palais-Royal

La violenza verbale si mutò presto in violenza fisica. A Parigi, Tallien e Fréron organizzarono bande di muscadins (moscardini): erano due o tremila, ex-detenuti sospetti, disertori dell'esercito, giornalisti, artisti, chierici, piccoli commercianti della riva destra, soprannominati anche «Colletti neri» a motivo della loro tenuta - portavano un abito col bavero nero in segno di lutto per la morte di Luigi XVI con 17 bottoni di perla in onore di Luigi XVII, basco a coda di merluzzo, pantaloni chiusi sotto il ginocchio, capelli a trecce raccolte e trattenute da un'asticella di piombo - organizzati in gruppi attorno a cantanti e musicisti come Pierre Garat, François Elleviou, Ange Pitou, al drammaturgo Alphonse Martainville e al giornalista Isidore Langlois, guidati da Victor Amédée de La Fage marchese di Saint-Huruge, un avventuriero. Conducevano la loro agitazione nel quartiere del Palais-Royal (allora chiamato ancora Palais-Égalité), schiamazzavano nelle strade cantando Le réveil du peuple, si riunivano nei caffè monarchici, leggevano giornali del tipo del Le Courrier républicain, La Quotidienne, Le Messager du Soir, interrompevano gli spettacoli teatrali per fischiare un attore considerato «terrorista», imponevano una recita o un'aria, attaccavano chiunque avesse una reputazione o un'aria da giacobino - ne fece le spese anche il girondino Louvet de Couvray il cui giornale, La Sentinelle, attaccava sia i giacobini che i monarchici - distruggevano immagini dei vecchi rivoluzionari, imposero l'espulsione delle spoglie di Marat, l'8 febbraio 1795, dal Panthéon, scatenarono risse fino ad arrivare agli stupri e agli omicidi di giacobini.
Prendendo a pretesto queste violenze, le autorità chiusero il Club dei giacobini nel novembre 1794. I giacobini, messi di fronte alla duplice ostilità dei repubblicani moderati e dei monarchici, e la popolazione di Parigi, prostrata dalla carestia che colpì la capitale nell'inverno 1794-1795, che la politica liberale della Convenzione - che aveva intanto reintrodotto la tassa sul grano - non riusciva a fronteggiare, reagirono rivoltandosi. Ma le insurrezioni del 12 germinale e del 1° pratile dell'anno III (aprile e maggio 1795) fallirono e le autorità ordinarono il disarmo dei «terroristi» con la legge del 21 germinale e 1.200 giacobini e sans-culottes (Sanculotti) furono arrestati a Parigi. Alcuni importanti dirigenti montagnardi furono mandati a processo e condannati a morte (tra cui il matematico Gilbert Romme, suicida) o alla deportazione (come Bertrand Barère). Fu l'ultima insurrezione di Parigi prima della Rivoluzione del 1830, ad eccezione della rivolta monarchica di vendemmaio (settembre 1795).

### Il Terrore bianco in provincia
Approfittando della reazione termidoriana, con il ritorno dei preti refrattari e l'afflusso degli emigrati, si svilupparono vendette spontanee di monarchici, di familiari di vittime del Terrore e di cattolici estremisti nel corso del 1795, nel sud-est della Francia e particolarmente nella valle del Rodano, contro i giacobini, in particolare militanti sans-culottes, chiamati terroristi e, nel dialetto lionese, «Mathevons».
Il clima di violenza determinato da reazioni contadine e da vendette popolari fu sfruttato da capi contro-rivoluzionari - Saint-Christol, Lestang, Bésignan, Dominique Allier - che fecero reclute tra i giovani scontenti, i vecchi federalisti, i disertori e anche i criminali, in uno spirito di clientelismo. A Lione, anche l'agente inglese Wickham, che aveva la sua base in Svizzera, stabilì un'agenzia di propaganda reclutando controrivoluzionari, come Imbert-Colomès o il marchese di Bésignan, preparando un'insurrezione con Louis François Perrin de Précy. Le bande monarchiche della Compagnies de Jéhu (o Jésus) e la Compagnies du Soleil massacrarono giacobini, repubblicani preti costituzionali, protestanti, detenuti, a Lons-le-Saunier, Bourg, Lione, Saint-Étienne, Aix, Marsiglia, Tolone, Tarascona, ecc., generalmente con la complicità delle autorità municipali e dipartimentali e di quanti, nella loro lotta anti-giacobina, trovarono comodo appoggiarsi ai monarchici.
Il 14 febbraio 1795, a Lione, Joseph Fernex, giudice della Commissione rivoluzionaria imprigionato dopo il 9 termidoro, è ucciso e gettato nel Rodano da una folla di «reazionari»: è l'inizio del Terrore bianco a Lione, condotto dalla società segreta dei Compagni di Jéhu. Il 23 febbraio a Nîmes vennero massacrati quattro giacobini detenuti nelle prigioni cittadine. Il 19 aprile 1795, a Bourg-en-Bresse, sei terroristi, mentre venivano condotti a Lons-le-Saunier, furono massacrati a pochi chilometri dalla città. Il 4 maggio 1795, a Lione, vennero invase le prigioni e massacrati 99 giacobini detenuti, tra i quali il commediografo Antoine Dorfeuille, ex-presidente del Tribunale rivoluzionario, e sei donne. Il 7 maggio 1795, a Saint-Étienne, il precedente sindaco giacobino Johannot è assassinato per strada da due sconosciuti. L'11 maggio, ad Aix-en-Provence, una trentina di giacobini sono sterminati nelle prigioni. Il 25 maggio, a Tarascona, massacro di una sessantina di giacobini gettati dall'alto del castello. Il 2 giugno 1795, a Saint-Étienne, nella notte, 12 giacobini sono tratti dalle carceri e assassinati. Il 5 giugno, a Marsiglia, nel forte Saint-Jean, i monarchici massacrano 107 giacobini. Il rappresentante della Convenzione in missione, Cadroy, fa tutto il possibile per impedire l'intervento della Guardia nazionale. Il 27 giugno, ad Avignone, vengono uccisi i membri del tribunale rivoluzionario di Orange e i corpi gettati nel Rodano. Il 14 agosto 1795, ad Aix-en-Provence, i Compagni du Soleil uccidono 15 terroristi. Il 28 settembre ad Avignone, la Guardia nazionale, in gran parte formata da monarchici, si solleva e obbliga il rappresentante Boursault e la guarnigione a lasciare la città.
La distruzione delle strutture del potere giacobino e la debolezza delle autorità termidoriane lasciarono spazio sia ai moderati che agli ultras; anche le notizie sulle insurrezioni di Parigi fecero temere un ritorno di fiamma giacobina e quando i sans-culottes di Tolone si sollevarono alla fine del mese di floreale marciando su Marsiglia per liberare i detenuti, la paura s'impadronì dei «moderati», che organizzarono una forma di contro-rivoluzione preventiva.
La Convenzione, in cerca di una provvisoria intesa con i superstiti montagnardi, aveva appena approvato un decreto che bloccava ulteriori persecuzioni contro i deputati di quella parte. L'ordine, tuttavia, non dovette essere raccolto con convinzione nelle province, tanto che il giorno successivo si registrò l'ultimo episodio di Terrore bianco, con l'esecuzione, ad Amiens, del deputato Le Bon, già presidente del Tribunale Rivoluzionario di Arras sotto il Terrore ed arrestato a Parigi dopo la caduta di Robespierre.

### La reazione della Convenzione al Terrore bianco
Dopo il fallito sbarco a Quiberon degli emigrati nel giugno 1795, e il fallimento dell'insurrezione monarchica del 5 ottobre 1795, la Convenzione prese coscienza della minaccia monarchica e reagì inviando Fréron a reprimere il Terrore bianco.
Da questo momento, i moderati della Convenzione termidoriana tentano di ritrovare un accordo tra tutti i repubblicani contro la minaccia monarchica. Il 24 giugno si intima ai lionesi di consegnare le armi, di cacciare gli stranieri e di liberare emigrati e criminali comuni. Minacciata dall'arrivo di 12.000 uomini agli ordini del generale Kellermann, la città si sottomette. Gli ufficiali giacobini destituiti sono reintegrati nell'esercito, come Jean Antoine Rossignol, e anche la carriera di Napoleone Bonaparte, già sospetto per sue presunte simpatie giacobine, ottiene un rilancio. Le persecuzioni contro i montagnardi sono interrotte grazie a un decreto del 13 ottobre. Un'amnistia generale «per i fatti propriamente relativi alla Rivoluzione», dal quale sono esclusi emigrati, deportati e insorti del 13 vendemmiaio viene votata il 26 ottobre 1795. Il Club del Panthéon, composto giacobini e da vecchi terroristi, tutti elementi della piccola borghesia, può costituirsi il 6 novembre.
Ma i successi della sinistra inquietarono il nuovo governo, dove figura il moderato Carnot, e una nuova politica anti-giacobina viene condotta dal gennaio 1796, ispecie dopo la scoperta della Congiura degli Eguali di Babeuf, nel maggio 1796, e per tutta la durata della sua esistenza, il Direttorio continuerà a oscillare nella sua lotta tra realisti e giacobini.

## Il Terrore bianco del 1799
Dopo il colpo di Stato del 18 fruttidoro dell'anno V, il movimento realista si riorganizzò, soprattutto a Bordeaux, Narbonne, Montpellier e a Tolosa. Mancando d'armi e di reclute sicure, aspettarono che le truppe della Seconda coalizione dei paesi europei arrivassero a minacciare le frontiere per lanciare un'offensiva comune nell'Ovest e nel Sud-Ovest. Ma intanto, fin dall'autunno del 1798, nel Paese si affrontarono nuovamente monarchici e repubblicani e dei cantoni rurali si ribellarono: l'agitazione fu favorita dalla legge Jourdan che istituì la leva obbligatoria e numerose diserzioni segnarono la coscrizione dell'aprile 1799 e si formarono bande di ribelli.
A causa della difficile situazione alle frontiere, il Direttorio non poté inviare truppe a ristabilire l'ordine; ma nel Sud-Ovest, le autorità giacobine non erano state smantellate come nella valle del Rodano e, mantenute alla testa delle municipalità in occasione delle ultime elezioni, esse organizzarono la resistenza.
Il 5 agosto i realisti del generale Rougé, in Haute-Garonne, passarono all'attacco, ma Tolosa fu ben difesa dai repubblicani e i realisti occuparono solo le campagne circostanti. Il 9 agosto i Tolosani passarono all'offensiva e sgomberarono le campagne: lo stesso avvenne a Bordeaux, nelle Landes e nei Basses-Pyrénées. Restava la rivolta nel Gers, nell'Ariège e nell'Haute-Garonne ma, grazie ai rinforzi, anche qui, il 20 agosto, l'offensiva dei repubblicani ebbe ragione delle bande monarchiche, male armate e poco organizzate.
Dopo la vittoria repubblicana, la repressione fu moderata: solo otto rivoltosi furono condannati. Nello stesso tempo, una guerriglia fu mantenuta in Normandia, in Bretagna e nel Maine fino al 1800. Vi è chi ha considerato queste ribellioni come manifestazioni di Terrore bianco, per quanto di minore intensità..

## Il Terrore bianco del 1815
Con la sconfitta di Waterloo e l'abdicazione di Napoleone, il 22 giugno 1815, in favore del figlio, Luigi XVIII rientra a Parigi dall'esilio, incaricando Talleyrand di formare un governo che prevenga le prevedibili reazioni degli estremisti monarchici: ma l'odio degli ultras contro bonapartisti e repubblicani esplode ugualmente e si diffonde nei territori tradizionalmente legittimisti, il Midi, la Vandea, la Bretagna e il Maine.
Si costituiscono bande armate di realisti, che prendono il nome di verdets perché esibiscono sull'abito una coccarda col verde del conte d'Artois. Quest'ondata terroristica è particolarmente sanguinosa nei dintorni di Marsiglia e di Tolosa, dove sono uccise decine di soldati bonapartisti, lasciati di stanza da Napoleone ancora al tempo del viaggio per l'esilio all'Elba per controllare l'ostilità di quelle popolazioni. Il 25 giugno a Marsiglia sono massacrati i Mamelucchi della Guardia imperiale, a Tolosa il 15 agosto è assassinato il generale Ramel, comandante della piazzaforte, che aveva ordinato il disarmo dei Verdets, ad Avignone, il maresciallo Brune, eroe del Primo Impero, è ucciso e gettato nel Rodano.
Il governo reale redige il 24 luglio 1815 un'ordinanza contenente tra l'altro un elenco di 57 personalità traditori della monarchia; gli ufficiali da giudicarsi dal Consiglio di guerra e gli altri proscritti dalle Camere.
Anche i protestanti, tradizionalmente favorevoli alla Rivoluzione e all'Impero, vengono colpiti dall'ondata di violenza: nel Gard ne sono uccisi a decine né trovano scampo nelle stesse prigioni, che sono invase e i detenuti vengono sterminati. I disordini proseguono fino all'autunno del 1815, senza che né le autorità francesi, né le truppe d'occupazione straniera tentino di fermare i massacri.

### Il secondo Terrore bianco o «Terrore legale»
Le elezioni legislative, tenute il 14 agosto 1815, videro il trionfo degli Ultras, che ottennero 350 seggi su 398. Luigi XVIII chiamò «Chambre introuvable» la Camera uscita dalle elezioni, perché, secondo lui, anche scegliendo direttamente i deputati, egli non sarebbe riuscito a ottenere una composizione più favorevole. Li guidava il fratello del re, il futuro Carlo X. Questa marea reazionaria fu soprattutto il risultato dell'indurimento dei notabili che, spaventati dai Cento giorni, speravano di fermare una volta per tutte la rivoluzione ed evitare un secondo ritorno di Napoleone. Talleyrand, il diplomatico trasformista tra gli artefici del congresso di Vienna, venne sostituito dal duca di Richelieu, che formò un governo composto in gran parte da emigrati, come lui e il visconte De Gratet, già ministro della Marina sotto Luigi XVI.

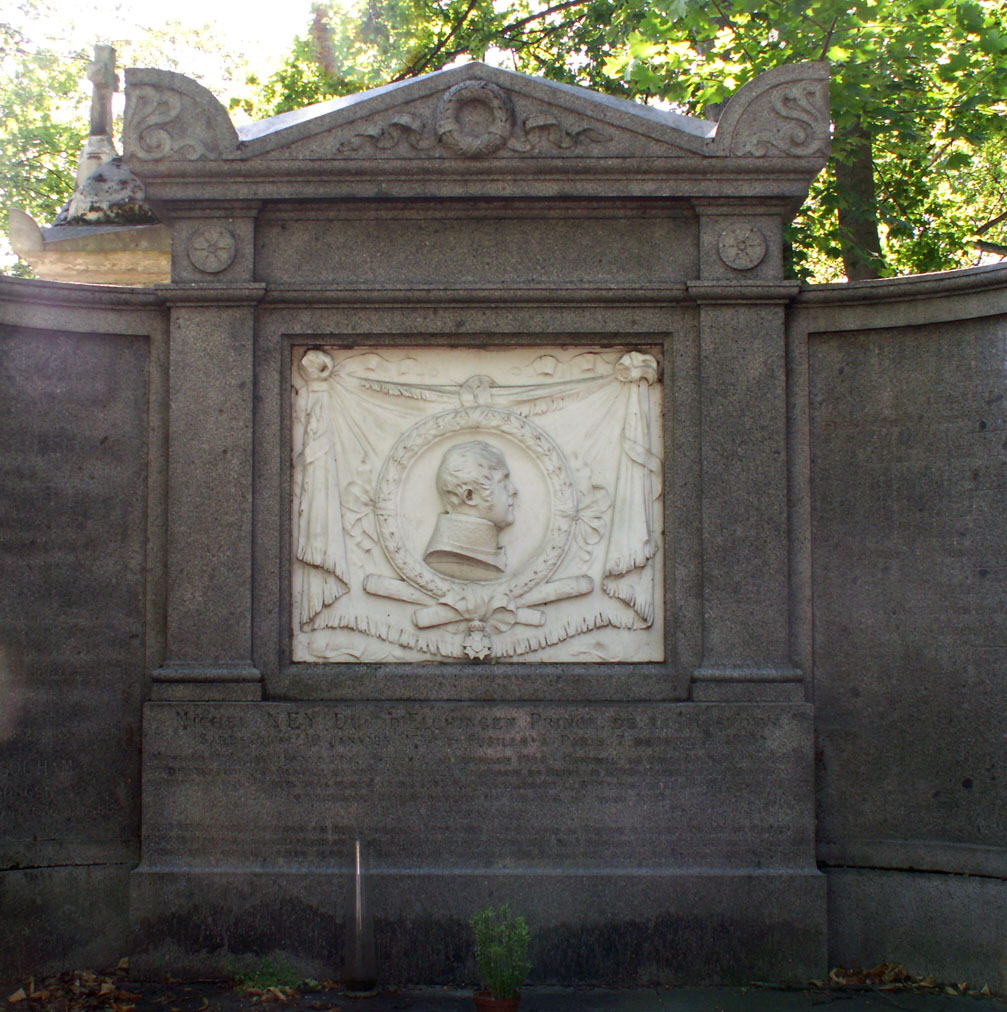
La tomba del maresciallo Ney

La Camera iniziò una epurazione legale che segnò la sua volontà di revanche sulla Rivoluzione e sull'Impero: l'epurazione dall'amministrazione pubblica riguardò un quarto dei funzionari e circa 70.000 persone furono arrestate per «delitti politici» e circa 6.000 furono condannate. Fra di essi, molti generali che si erano uniti a Napoleone durante i Cento giorni, come La Bédoyère, Mouton-Duvernet, il maresciallo Ney, eroe della Campagna di Russia, e i fratelli Faucher, che furono fucilati. Nel gennaio 1816, la legge contro i regicidi condannava all'esilio tutti i convenzionali che avevano votato la morte di Luigi XVI, come Carnot, Sieyès, il ministro della polizia Fouché e il pittore Jacques-Louis David. Furono esclusi dal provvedimento Paul Barras, confinato a Chaillot (Parigi) e, per gravi motivi di salute, Jean-Lambert Tallien. Robert Lindet fece perdere le sue tracce e riuscì a sfuggire al decreto di espulsione rimanendo a Parigi.
Alla fine del 1815 vennero votate diverse leggi che si aggiunsero all'epurazione legale inasprendo la repressione, così da essere chiamate «secondo Terrore bianco»: vi sono comprese la legge sulla sicurezza generale del 29 ottobre che sospende le libertà individuali e permette la carcerazione senza giudizio, come la legge sugli scritti sediziosi, del 9 novembre, per i quali è previsto il carcere, e infine, il 27 dicembre, la legge sui delitti politici, giudicati senza giuria né appello (assai simile alla legge del 22 pratile anno II). In base a queste leggi furono pronunciate circa 250 condanne. Vi furono importanti personalità che riuscirono comunque a porre un argine agli attacchi verso la Chiesa Riformata di Francia come l'ex girondino e termidoriano protestante François-Antoine de Boissy d'Anglas.
Uno degli ultimi episodi di Terrore bianco fu l'assassinio del generale Lagarde, a Nîmes, il 12 dicembre, che aveva tentato di far riaprire una chiesa protestante. Luigi XVIII, consapevole della necessità di instaurare nel paese un clima meno intollerante, sciolse la Camera introvabile il 5 settembre 1816, limitando l'egemonia delle forze reazionarie.
Luigi e Richelieu si riavvicinarono agli ultrarealisti solo in seguito all'omicidio del nipote del re, il duca di Berry da parte di un bonapartista nel 1820.